# Physocephala vittata
Physocephala vittata – gatunek muchówki z podrzędu krótkoczułkich i rodziny wyślepkowatych.
Gatunek ten opisany został w 1794 roku przez Johana Christiana Fabriciusa jako Conops vittata.
Muchówka o wydłużonym ciele długości od 9 do 16 mm. Głowa jej jest żółta, pozbawiona czarnej przepaski podłużnej na twarzy i czole. Czułki są czarne z czerwonym trzecim członem. Brązowoczerwony tułów ma czarne śródplecze i pozbawiony jest srebrzystych pasów na sklerytach bocznych. Brzegi skrzydeł cechuje szerokie zaciemnienie. Barwa przezmianek jest żółta. Odnóża są czerwonobrązowe z ciemnymi biodrami i stopami. Odwłok jest czerwonobrunatny, w części nasadowej silnie przewężony. Tylne brzegi segmentów odwłoka zdobią przepaski złocistego opylenia.
Owad znany z Hiszpanii, Francji, Belgii, Holandii, Niemiec, Szwecji, Szwajcarii, Austrii, Włoch, Polski, Litwy, Czech, Słowacji, Węgier, Rumunii, Bułgarii, Cypru i Afryki Północnej. Larwy są pasożytami pszczół, w tym: trzmiela rudego, trzmiela kamiennika, trzmiela ziemnego, Megachile sicula, kornutek i smuklików. Ponadto pasożytują na przewężku błękitnym z rodziny szarańczowatych.